# バレンシアオレンジ

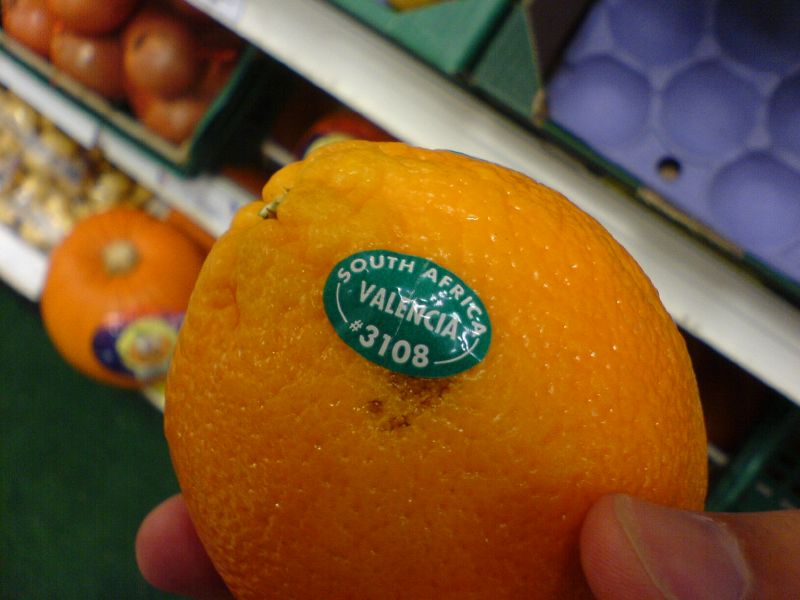
バレンシアオレンジの果実

バレンシアオレンジ（Valencia Orange）は柑橘類の一種で、スイートオレンジの中では最もよく知られた品種のひとつである。「バレンシア」からは、しばしばオレンジの産地として有名な、スペイン東部の地中海沿岸部にあるバレンシア州や、その州都であるバレンシアが連想されるが、原産地はアメリカ合衆国カリフォルニア州のサンタアナである。

## 来歴
バレンシアオレンジはアメリカ合衆国サンタアナでウィリアム・ウルフスキル（William Wolfskill）がはじめて作出した。後に、栽培権がアーバイン社（Irvine Company）に譲渡され、大々的に生産が行われた。この結果、ロサンゼルス郡からオレンジ郡（Orange County）が分割され現在にいたる。バレンシアオレンジの生産はその後、アーバイン社から分割されたサンキスト・グローワーズにより行われることとなったが、1990年代半ばには、コストの問題からオレンジ郡では生産されなくなった。しかし、バレンシアオレンジの栽培は、南カリフォルニアでの柑橘類産業の基礎を築いたと言える。
イギリスの養樹園主トマス・リバースは1865年にエクセルシオールという名前でバレンシアオレンジをカタログに載せ、カルフォルニアとフロリダの顧客に苗木を販売した。

## 日本での栽培
日本でも栽培が試みられているが、他のスイートオレンジの多くの品種と同様カンキツかいよう病に弱く、また、回青現象（樹上で熟した果実が、気温が高くなると葉緑素を再吸収し果皮が青みがかる現象）を防ぐために袋がけが必要になるなど、日本での経済栽培は難しい。
2010年の収穫量は364 トンで、その内訳は和歌山県314 トン、神奈川県50 トンである。